# Eduard Heinl

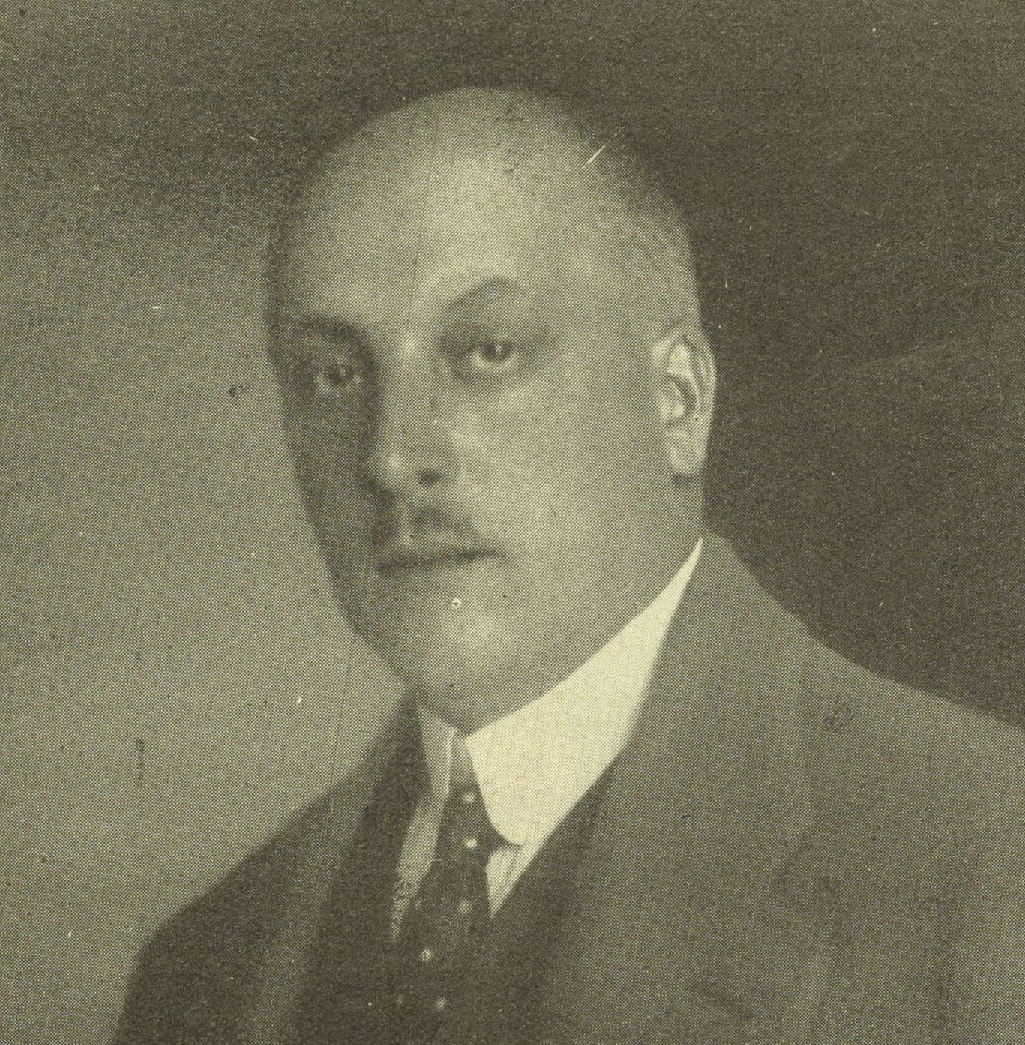
Aufnahme aus den 1920er Jahren

Eduard Heinl (* 9. April 1880 in Wien; † 10. April 1957 ebenda) war ein österreichischer Politiker (CS, ÖVP).

## Leben

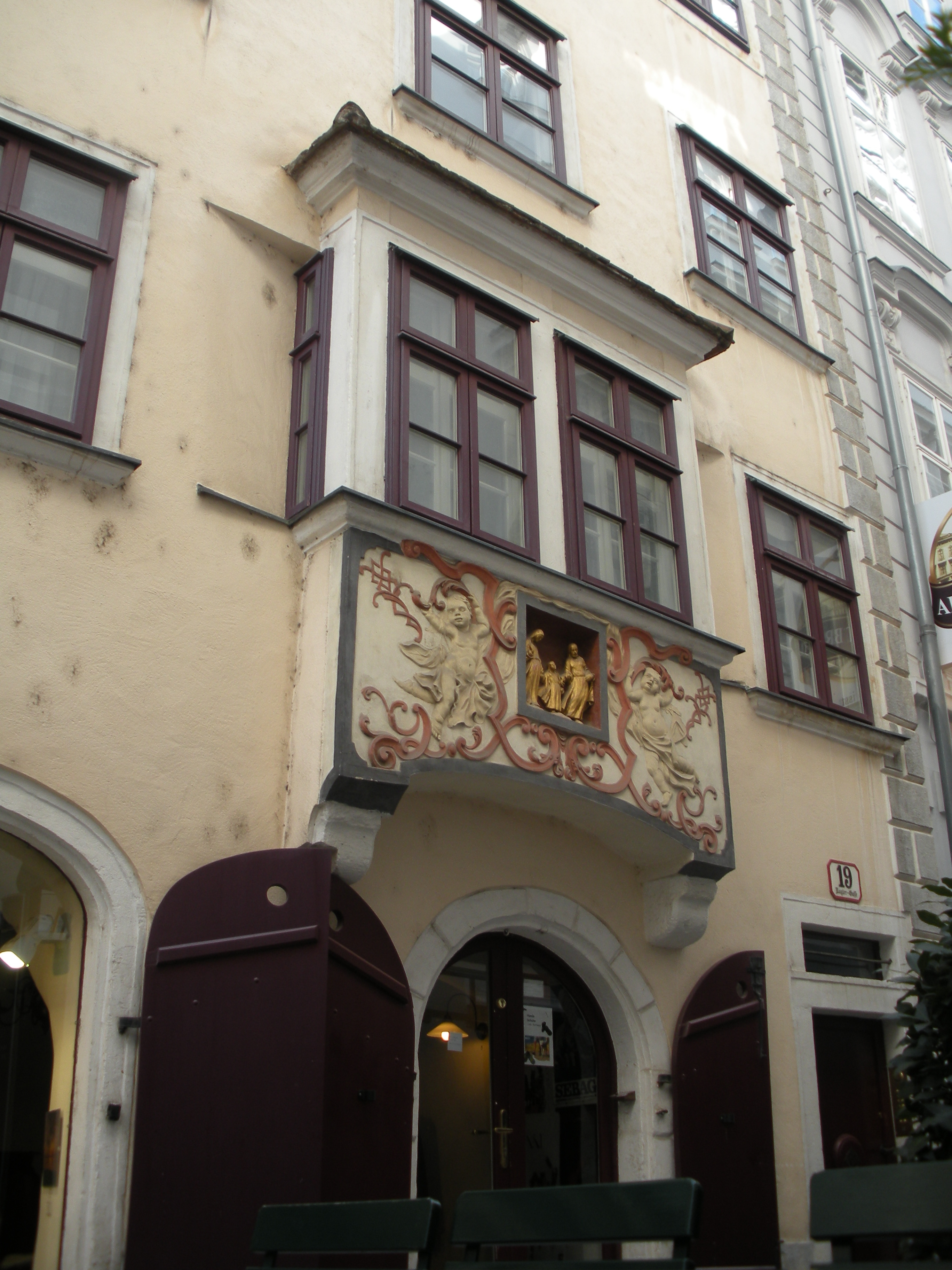
Geburtshaus Eduard Heinls in Wien, Naglergasse 19

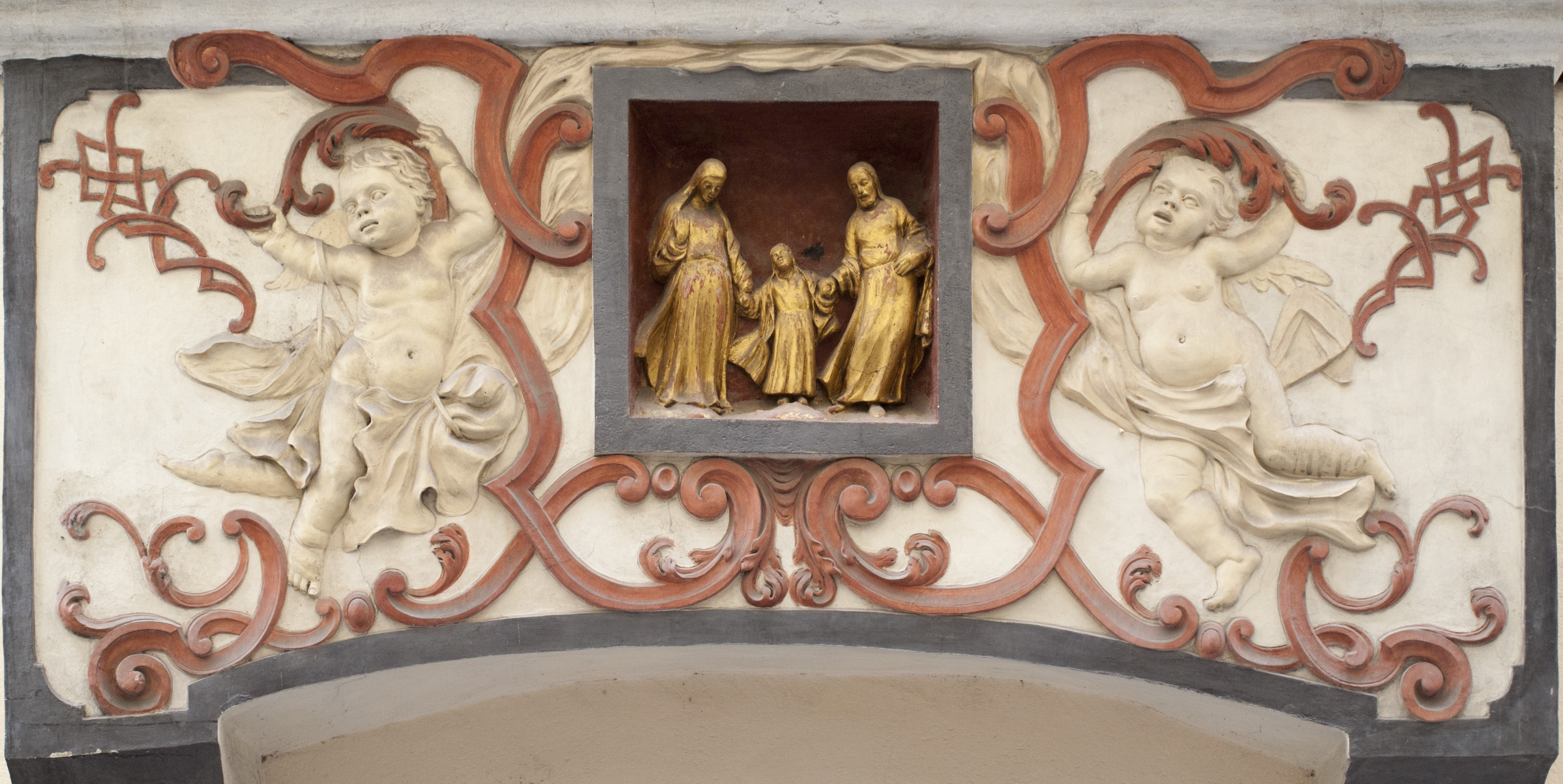
Erker-Relief, Naglergasse 19, Wien

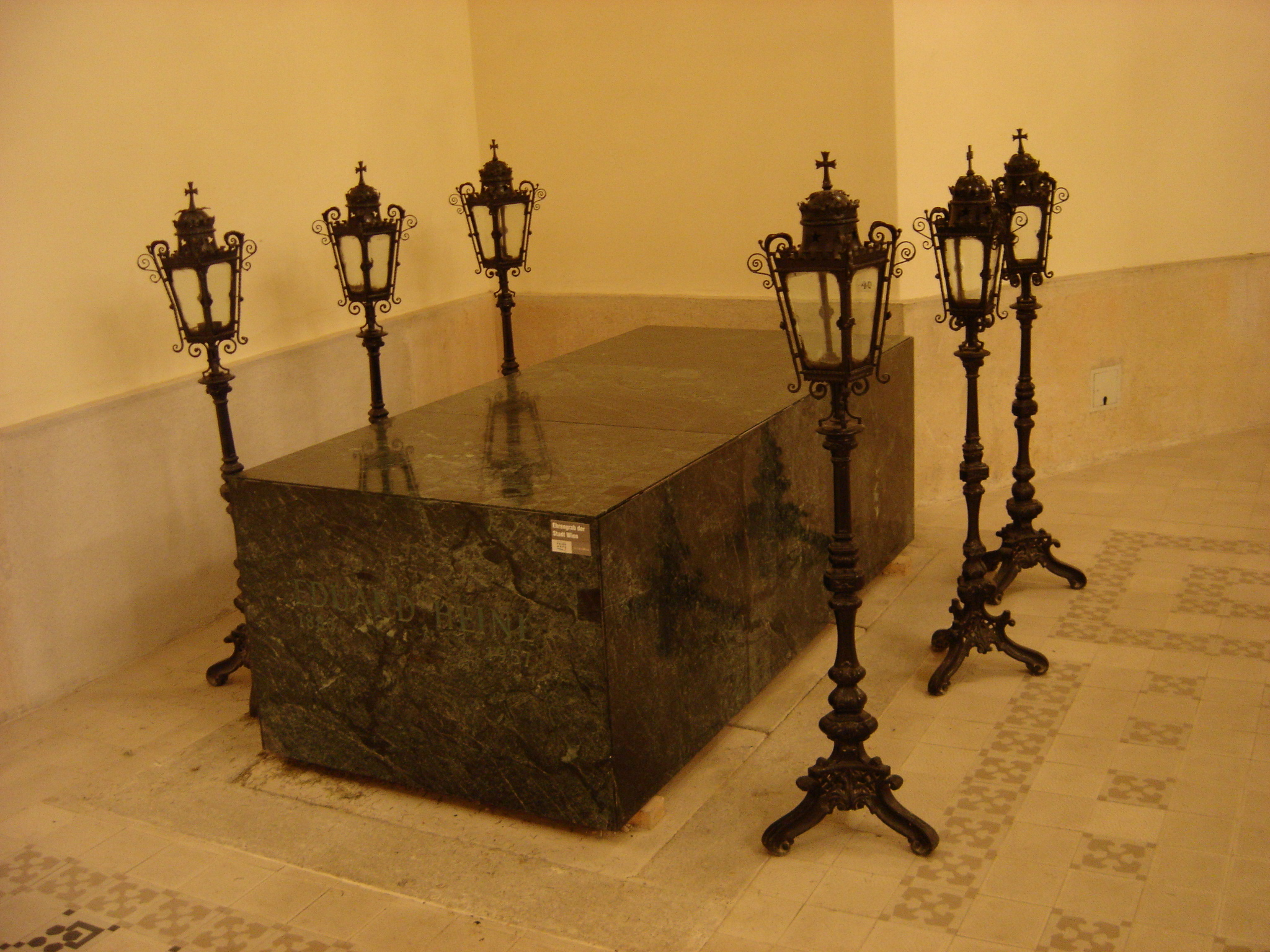
Zentralfriedhof Wien, Luegerkirche, Gruftgeschoss – Grabstätte Eduard Heinl

Eduard Heinl wurde in der Naglergasse 19 im 1. Bezirk geboren. Nach der Schulausbildung trat er 1898 in den städtischen Dienst, 1910 in den Landesdienst. 1904 wurde er mit der politischen Organisation der Christlichsozialen Partei betraut. Ab 1918 war er Direktor des Gewerbeförderungsinstituts der Kammer für Handel, Gewerbe und Industrie in Wien.
Heinl war Mitglied der Konstituierenden Nationalversammlung (1919/20). Von 1920 bis 1924 war er Abgeordneter zum Nationalrat. Als Mitglied der Staatsregierung Mayr I und der Bundesregierung Mayr II war er von 1920 bis 1921 Bundesminister für Handel und Gewerbe, Industrie und Bauten. Im  Herbst 1920 war er kurzzeitig Vizekanzler. Von 1930 bis 1932 war er Bundesminister für Handel und Verkehr. Von 1926 bis 1938 war er Präsident der RAVAG. In den Jahren 1944/45 war er einige Tage in Gestapo-Haft.
1945 wurde Heinl Staatssekretär. Von 1946 bis 1948 war er Bundesminister für Handel und Wiederaufbau. Ab 1951 war er Finanzreferent der ÖVP. Im Jahr 1951 erhielt er von der Stadt Wien den Ehrenring.
1954 erhielt er das Große Goldene Ehrenzeichen am Bande für Verdienste um die Republik Österreich.
Heinl war auch Präsident der Österreichischen Liga für die Vereinten Nationen.
Er war Ehrenmitglied der katholischen Studentenverbindungen KÖHV Sängerschaft Waltharia Wien (seit 1930), KAV Bajuvaria Wien (seit 1931), AV Austria Innsbruck (seit 1931) und KÖHV Mercuria Wien (seit 1953). Darüber hinaus war Heinl Mitglied des Rotary Club Wien und wurde 1936 dessen Vizepräsident.
Im Jahr 1961 wurde in Wien-Döbling (19. Bezirk) die Dr.-Eduard-Heinl-Gasse nach ihm benannt.